# Naturalismo (teatro)

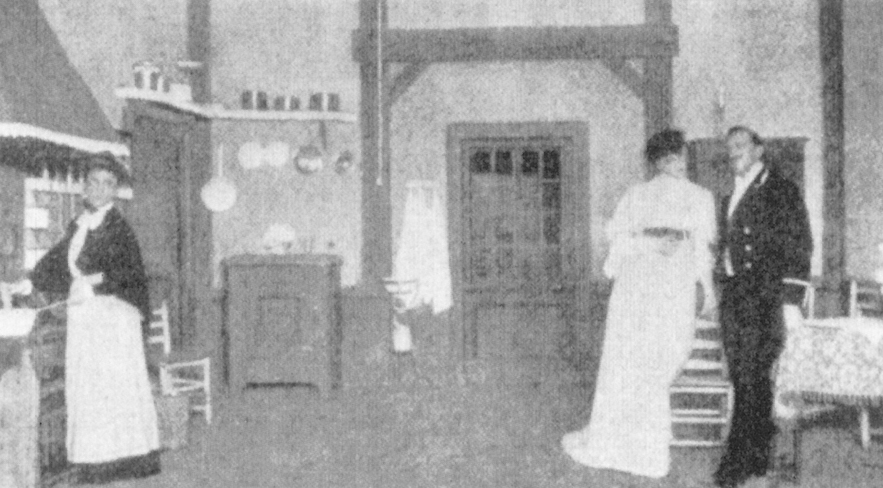
Puesta en escena de la obra Miss Julie (1906), de August Strindberg

El naturalismo corresponde a un tipo de puesta en escena e interpretación de fines del siglo XIX y principios del XX que busca reproducir con cierta precisión científica la naturaleza humana a través de técnicas actorales. El interés por estas técnicas floreció sobre todo entre los dramaturgos franceses de la época como Émile Zola, pero su obra más representativa es La señorita Julia de August Strindberg.
El término usado por Zola era la nouvelle formule, y sus tres principios (faire vrai, faire grand, faire simple) se orientaban primero en interpretar de la forma más entendiblemente cierta posible (el escenario principal de La señorita Julia es una cocina, por ejemplo), segundo en que los conflictos de la obra deben tener mucha relevancia, y tercero en que la obra ha de ser simple.
La puesta en escena naturalista se fue oponiendo a la expresionista y fue cada vez más frecuente sobre todo tras la llegada del cine. Más tarde El Método  enseñado entre otros por el Actor's Studio fue tendiendo a enfocar la actuación de forma más realista que naturista: el objeto no es para «representar» la verdad, sino para sacar de ella su esencia y por tanto un sentido profundo del marco dramatúrgico que el naturalismo tiende a ignorar.

## Obras más representativas
- Woyzeck (1837), de Georg Büchner.

- El poder de las tinieblas (1886), de León Tolstói.
- El padre (1887), de August Strindberg.
- La señorita Julia (1888), de August Strindberg.
- Acreedores (1889), de August Strindberg.
- Los tejedores (1892), de Gerhart Hauptmann.
- Fuhrmann Henschel (1898), de Gerhart Hauptmann.
- Tío Vania (1898), de Antón Chéjov.
- El jardín de los cerezos (1904), de Antón Chéjov.